# Adela Žgur
Adela Žgur, slovenska profesorica germanistike in prevajalka, * 22. oktober 1909, Komen, † (?) 1992, Ljubljana.

## Življenje in delo
Rodila se je v družini orožniškega podčastnika (narednika) Franca in Ljudmile Žgur. Po ljudski šoli v Borovljah, na Proseku in v Trstu je obiskovala klasično gimnazijo v Kranju (1920-1928), študirala germanistiko na Univerzi v Ljubljani (1928-1932) in 1932 diplomirala iz nemščine ter 1950 iz angleščine kot dodatnega glavnega predmeta. Učila je na več srednjih šolah. Zaradi sodelovanja z OF je bila maja 1943 zaprta v ljubljanskem in tržaškem zaporu. Leta 1945–1946 je pomagala kot prevajalka pri pripravah na mirovno konferenco v Parizu. Leta 1947–1948 je bila delegat jugoslovanskega rdečega križa v britanski zasedbeni coni v Avstriji za repatriacijo jugoslovanskih otrok, 1949–1950 inšpektorica za tuje jezike pri Ministrstvu za prosveto LRS. Novembra 1950 je postala lektorica nemškega jezika na ljubljanski Filozofski fakulteti, 1960 višja predavateljica, 1975 je napredovala v naziv profesor višje šole, in se 1977 upokojila.
Priredila je prve učbenike za pouk angleščine na slovenskih srednjih šolah in skripta za študente nemščine, pripravila izbor novejših nemških literarnih tekstov, objavila je nekaj člankov v Naših razgledih (1952), Roditeljskem listu (1938/1939) in drugih. Veliko je prevajala strokovna besedila v nemščino in angleščino, med drugim tudi: M. Zadnikar Umetnostni spomeniki v Pomurju (1960, angl. in nem.); J. Dular, Halštatska keramika v Sloveniji (1982); S. Brodar, Potočka zijalka (1983); številne povzetke v knjigah in razpravah (npr. Poročilo o raziskovanju paleolita, neolita in eneolita v Sloveniji 1987).